# مه‌لقا ملاح
مَه‌لَقا مَلّاح (۳۱ شهریور ۱۲۹۶ – ۱۷ آبان ۱۴۰۰) کتابدار و فعال محیط زیست اهل ایران بود.
وی بنیان‌گذار سازمان غیردولتی زیست‌محیطی جمعیت زنان مبارزه با آلودگی محیط زیست بود. از وی به عنوان «مادر محیط زیست ایران» یاد می‌شود.

## زندگی
مادر مه‌لقا، خدیجه افضل وزیری و مادربزرگ وی بی‌بی‌خانم استرآبادی از زنان پیشگام عصر خود بودند. پدرش آقابزرگ ملاح به دلیل داشتن منصب دولتی در شهرهای مختلف ساکن می‌شد و به همین دلیل، مه‌لقا در شهرهای مختلفی مانند مشهد، قوچان، اصفهان، دامغان، همدان، و کرمانشاه تحصیل کرد.

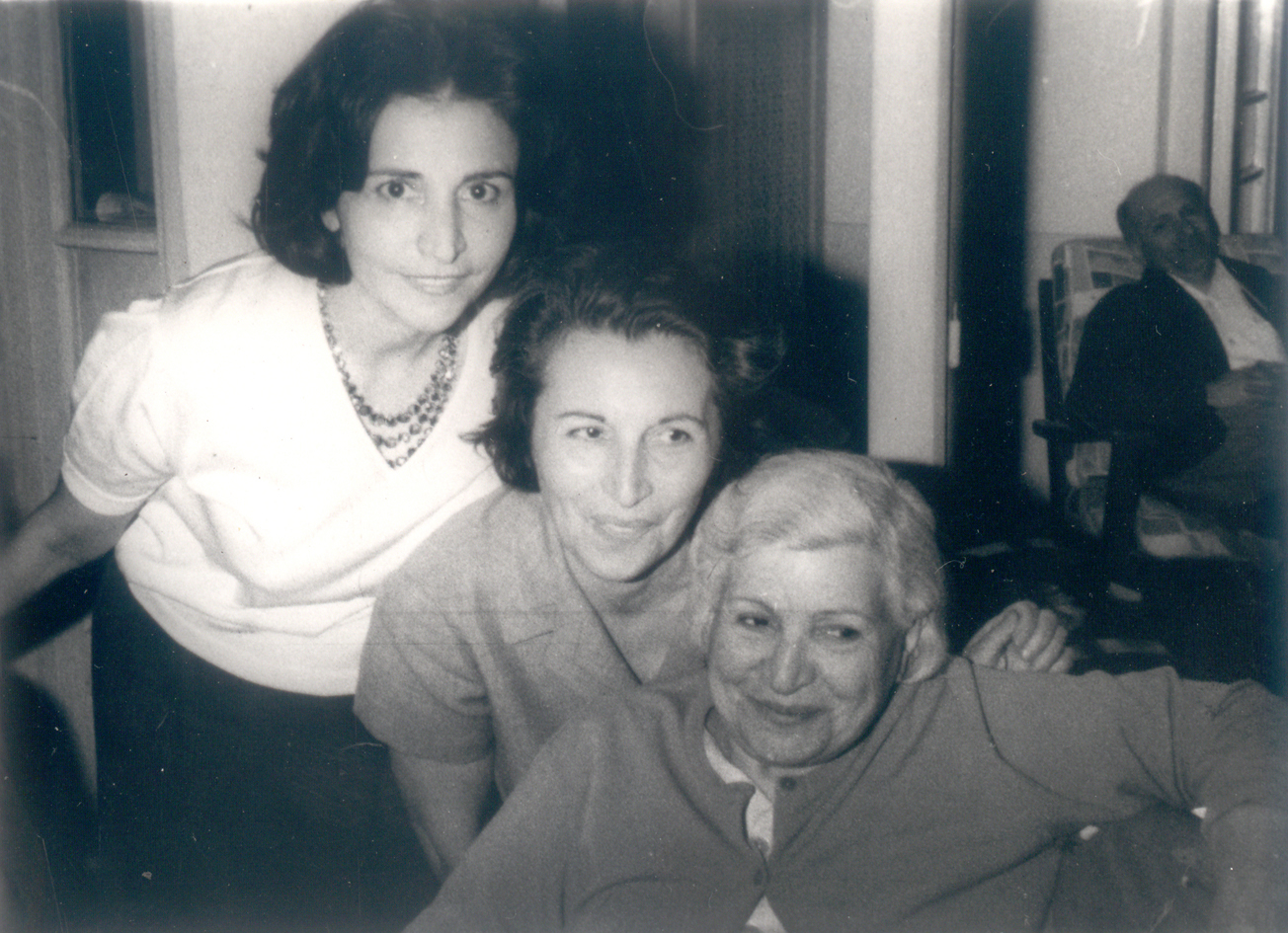
مه‌لقا ملاح (نفر وسط) به همراه مادرش خدیجه افضل وزیری و خواهرش مهرانگیز ملاح

او پس از تحصیل در فلسفه و علوم اجتماعی و جامعه‌شناسی در دانشگاه تهران مدرک کارشناسی ارشد علوم اجتماعی گرفت و برای ادامهٔ تحصیل به پاریس رفت و در دانشگاه سوربن علوم اجتماعی خواند و با مدرک دکترا به ایران بازگشت. در فرانسه دورهٔ کتاب‌داری نیز در کتاب‌خانه ملی فرانسه گذراند. مه‌لقا ملاح در بازگشت به ایران در کتابخانه دانشگاه تهران مشغول کار شد و پس از مدتی در سال ۱۳۴۷ به ریاست کتابخانهٔ مؤسسهٔ تحقیقات روان‌شناسی برگزیده شد. او پس از بازنشستگی همه وقت خود را در راه مبارزه برای جلوگیری از آلودگی محیط زیست گذاشت.
مه‌لقا ملاح در سال ۱۳۷۳ با مشارکت همسر و چند استاد دانشگاه، سازمان غیردولتی زیست‌محیطی جمعیت زنان مبارزه با آلودگی محیط زیست را بنیان گذاشت. این سازمان در ۱۰ اردیبهشت ۱۳۷۴ رسماً اعلام موجودیت کرد.

## درگذشت
مه‌لقا ملاح در هفدهم آبان ۱۴۰۰ در سن ۱۰۴ سالگی و براثر کهولت سن درگذشت.

## آثار
از مه‌لقا ملاح مقاله‌های متعددی دربارهٔ آلودگی محیط زیست و شیوه‌های مبارزه با آن در نشریات گوناگون منتشر شده‌است و جنبش‌های محیط زیستی می‌توان یاد کرد. وی مدیر مسئول و سردبیر فصلنامهٔ فریاد زمین بود.

## فیلم مستند
مستند «همه درختان من» به کارگردانی رخشان بنی اعتماد که در سال ۱۳۹۳ دربارهٔ مه‌لقا ملاح ساخته شد، فضای زندگی و افکار «مادر محیط زیست ایران» را به زیبایی نشان می‌دهد. مه‌لقا در سکانسی از آن مستند و در جمعی محیط زیستی، بر ماکت کوه دماوند سجده می‌زند و گریه کنان می‌گوید:« خدایا خودت این وطن را نجات بده.»